# Apanteles baoli
Apanteles baoli är en stekelart som beskrevs av Jean Risbec 1951. Apanteles baoli ingår i släktet Apanteles och familjen bracksteklar. Inga underarter finns listade i Catalogue of Life.